# Ernstroda
Ernstroda este un sat ce aparține de orașul Friedrichroda, districtul Gotha, landul Turingia, Germania.

## Administrație

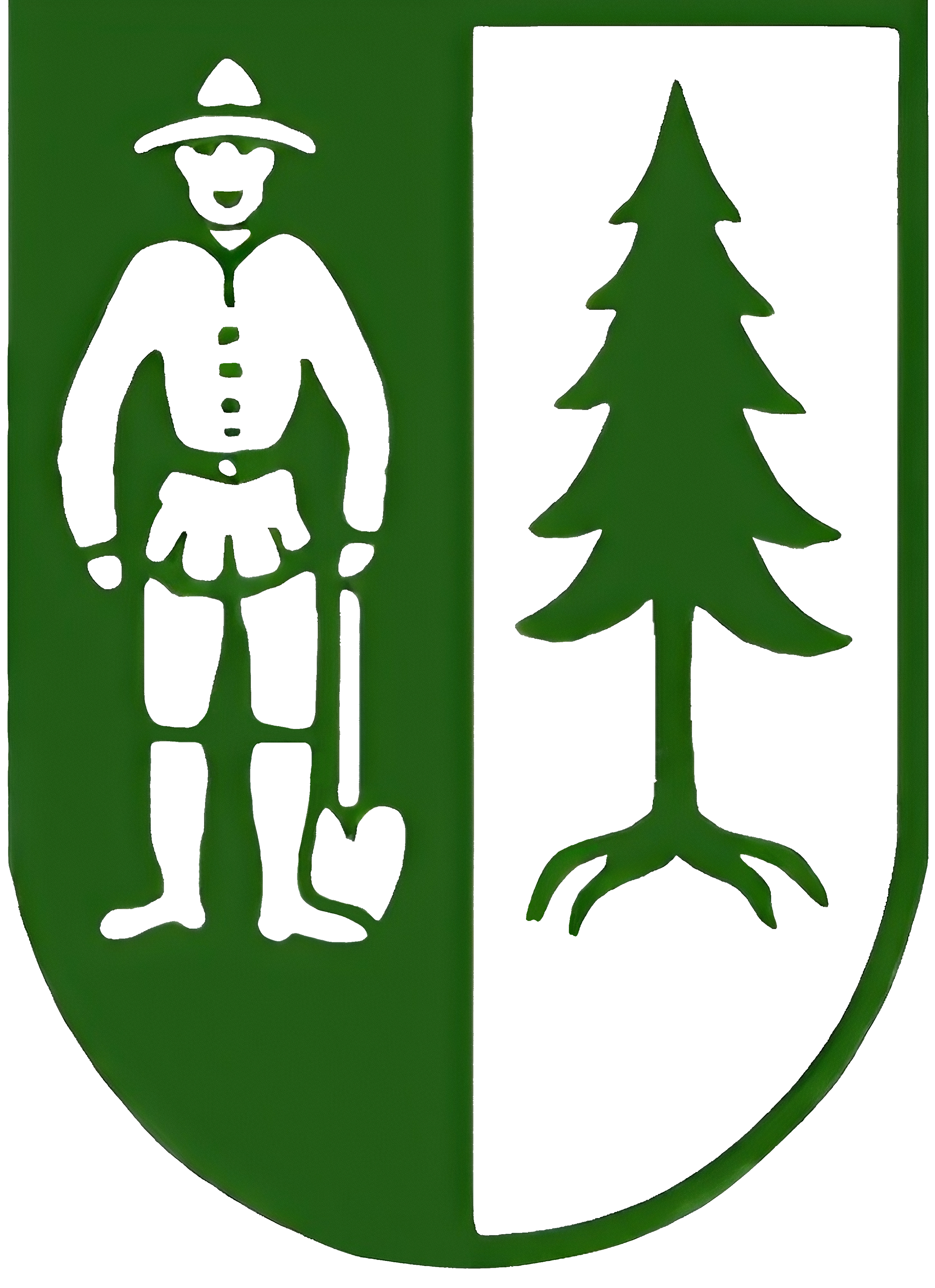
Stema fostei comune Ernstroda

Ernstroda a fost până la data de 1 decembrie 2007 o comună, care făcea parte din asociația municipală  Reinhardsbrunn, de care mai aparțineau comuna Finsterbergen și orașul Friedrichroda. Reinhardsbrunn este numelei unei mănăstiri din secolul al XI-lea. Comuna Ernstroda era compusă din satele Ernstroda și Cumbach. Ultimul primar al comunei a fost Frank Schuchardt, de la partidul CDU.
La 1 decembrie 2007 comuna a fost inclusă în orașul Friedrichroda